# Antoine de Tenremonde
Antoine de Tenremonde (     -1541) est un homme politique des XVe – XVIe siècles. Membre d'une famille très présente en Flandre Wallonne et accessoirement dans l'actuelle Belgique, bourgeois et magistrat à Lille, il effectue plusieurs missions au service de l'empereur Charles Quint, dont il devient finalement chambellan. Il suit les traces de son grand-père Henri de Tenremonde, renforce l'implantation de la famille dans la région lilloise, notamment à Mérignies et l'étend à Bachy, où des monuments funéraires classés aux Monuments historiques rappellent la présence d'Antoine et de plusieurs de ses descendants.

## Biographie
Antoine de Tenremonde procède de la famille de Tenremonde, famille connue dès le XIVe siècle à Lille en Flandre Wallonne, où elle occupe rapidement des fonctions municipales. Elle accède à la bourgeoisie de la ville, puis bénéficie de l'anoblissement  en ce même XIVe siècle. Elle prospère dans les Pays-Bas espagnols, acquiert des fiefs dans la région lilloise et s'y installe durablement. La rue de Tenremonde et l'hôtel de Tenremonde, situés à Lille, témoignent de ce riche passé dans la capitale de la Flandre française. Digne petit-fils d'Henri de Tenremonde, Antoine de Tenremonde inaugure la tradition, reprise par plusieurs de ses descendants, du monument funéraire dans l'église de Bachy après son décès. Cinq constructions en témoignent, deux sont classées aux Monuments historiques.
Antoine de Tenremonde, fils de Gilbert de Tenremonde et de Jacqueline Fremault, petit-fils d'Henri de Tenremonde, fait une belle carrière. Il est chevalier, bailli de Lille en 1488, seigneur de Mérignies en 1493, du Gars en 1496, du fief des Fremaux à Verlinghem en 1536, du fief de Durmort sur Sequedin, de Wailly à Herlies, de la Broye.
Il sert le rapport et dénombrement de ses biens à l'archiduc Maximilien le 2 juin 1496.
Il achète la bourgeoisie de Lille le 3 avril 1494 et règle les droits dus sur les successions mobilières de son père et de son grand-père maternel.
D'abord bailli de Lille en 1485 et 1488, échevin de Lille en 1495, bailli d'Armentières en 1500, il devient lieutenant du gouverneur de la Flandre wallonne puis capitaine au château de Lille en 1502.
Commissaire au renouvellement de la loi à Lille dont il participe à rédiger les lois et coutumes, il est nommé chambellan de l'empereur Charles Quint le 25 octobre 1520.
Une chapelle étant consacrée à son père Gilbert dans l'église Saint-Étienne de Lille, Antoine fait placer une inscription rappelant le secours providentiel reçu par Gilbert par l'intercession de sainte Barbe,,.
Tout au long de sa carrière, Antoine de Tenremonde continue d'augmenter ses biens.
Il devient seigneur de Bachy par son mariage vers 1490. Il acquiert le fief de Beaufremez situé à Wazemmes et à Ennetières-en-Weppes, vendu par Jacques de Ricourt, chevalier, seigneur de Licques. Il sert le relief de ce fief (reconnait son obligation de vassal pour le fief) à Marie de Luxembourg, châtelaine de Lille, veuve de François de Bourbon-Vendôme, comte de Vendôme, le 31 octobre 1505. Il prend le titre de seigneur de Bachy dans ce dernier rapport. Il hérite du fief de Fremaux, situé à Verlinghem et en paye le relief au receveur du châtelain de Lille.
Il meurt le 7 décembre 1541.
Il inaugure la tradition du tombeau funéraire dans l'église de Bachy. Son épouse est inhumée avec lui.

## Mariage et descendance
Il se marie vers 1490 avec Antoinette de Cuinghem, dame de Bachy, de Wailly, fille de Philippe, écuyer, seigneur de Bachy et de Marguerite de Wailly.
L'épouse meurt  le 23 mars 1537, elle est inhumée dans l'église de Bachy au côté de son mari. Le couple a quatre enfants.
1. Philippe de Tenremonde (avant 1493 -1524), écuyer, nait avant 1493 et meurt avant son père le 29 mai 1524 à Tournai. Il est écuyer d'écurie de Françoise de Luxembourg, épouse de Philippe de Clèves, seigneur de Ravestein[9]. Il épouse en premières noces en 1517 Jeanne de Neufville dite Jeanne d'Allennes (Allennes-les-Marais ?) , morte en 1521, fille de Baudouin dit Morlet, écuyer, et de Marie de la Barre, puis prend pour femme en 1522, Guillemine de le Candelle, veuve de Paul Castelain, morte en 1548, fille de Jacques, seigneur d'Herbamez et d'Isabeau Deliot. À l'occasion de ce mariage, Philippe, non bourgeois de la ville, verse à celle-ci un droit dû en tant que non bourgeois. Devenue de nouveau veuve, Guillemine se remarie avec le seigneur d'Hollebeke, maître d'hôtel de la reine douairière de Hongrie Marie de Hongrie[10]. En 1904, l'église de Bachy contenait les restes d'une chapelle funéraire au nom de Philippe
2. Antoinette de Tenremonde épouse François de Haynin (1464-1537) seigneur d'Haynin, Amfroiprez, Gusignies, Oby, etc., fait chevalier en 1532, fils de Jean de Haynin (1423-1495), dit Brognart, chevalier, seigneur d'Haynin, Louvignies, et de Marie de Roisin. François de Haynin est lieutenant du gouverneur du château de Lille à partir de 1507, plusieurs fois commissaire au renouvellement de la loi de la ville. Veuf d'Isabeau de Rosimbois, puis de Marie de Gosson, fille du sire d'Halloy, Antoinette de Tenremonde est sa troisième épouse, dont postérité[10].
3. Michelle de Tenremonde meurt le 20 avril 1553. Elle a épousé Guy de Païage, chevalier, seigneur d'Hersaux, lieutenant du gouverneur de Lille, Douai, Orchies, fils d'Antoine, chevalier, seigneur de Païage, et de Jeanne Chucquet, dame de Planques et d'Hersaux à Wambrechies. Il meurt le 15 janvier 1543. Le couple est enterré dans l'église Saint-Nicolas de Douai[10].
4. Jacques Ier de Tenremonde, chevalier, reprend les seigneuries de Mérignies, de la Broye, du Gars, après la mort de son père Antoine[11]. Il verse à cette fin 20 livres parisis de droit de relief au château de Lille. Il récupère le fief de Meurchin (sur Lesquin) de son parent Jacques de Tenremonde, issu d'une branche cadette de la famille. Il se marie avec Marguerite Blondel, fille d'Antoine, seigneur de Manchicourt, et d'Agnès Oudart, dame de Cuicnhy-le-Bauduin[12].:

## Armes
Les membres de la famille de Tenremonde ont pour armes : « Plumeté d'or et de sable », reprises par la commune de Mérignies.